# Johnny Cage
Johnny Cage là một nhân vật hư cấu trong trò chơi điện tử Mortal Kombat. Đây là một trong bảy nhân vật đầu tiên của tựa game này khi ra mắt lần đầu vào năm 1992. Tới phiên bản Mortal Kombat X (2015), nhân vật này có thêm con gái là Cassie Cage (con của anh với Sonya Blade).
Johnny được nhiều nhà phê bình game đánh giá là một trong số những nhân vật nổi bật nhất của Mortal Kombat, các đòn quyết định (fatality) của anh cũng được nhận xét tích cực về độ sáng tạo và bạo lực. Johnny Cage được đánh giá có tính cách kiêu ngạo.